# Бартонсвілл (Меріленд)
Бартонсвілл (англ. Bartonsville) — переписна місцевість (CDP) в США, в окрузі Фредерік штату Меріленд. Населення — 2753 особи (2020).

## Географія
Бартонсвілл розташований за координатами 39°23′14″ пн. ш. 77°20′44″ зх. д. / 39.38722° пн. ш. 77.34556° зх. д. (39.387169, -77.345663).  За даними Бюро перепису населення США в 2010 році переписна місцевість мала площу 6,84 км², з яких 6,76 км² — суходіл та 0,08 км² — водойми.

## Демографія
Згідно з переписом 2010 року, у переписній місцевості мешкала 1451 особа в 497 домогосподарствах у складі 407 родин. Густота населення становила 212 особи/км².  Було 528 помешкань (77/км²).
Расовий склад населення:
| - 86,0 % — білих - 7,9 % — чорних або афроамериканців - 2,6 % — азіатів - 1,0 % — осіб інших рас |

До двох чи більше рас належало 2,5 %. Частка іспаномовних становила 3,3 % від усіх жителів.
За віковим діапазоном населення розподілялося таким чином: 27,6 % — особи молодші 18 років, 60,3 % — особи у віці 18—64 років, 12,1 % — особи у віці 65 років та старші. Медіана віку мешканця становила 40,5 року. На 100 осіб жіночої статі у переписній місцевості припадало 102,1 чоловіків;  на 100 жінок у віці від 18 років та старших — 100,4 чоловіків також старших 18 років.
Середній дохід на одне домашнє господарство  становив 106 539 доларів США (медіана — 87 625), а середній дохід на одну сім'ю — 111 346 доларів (медіана — 97 375). Медіана доходів становила 59 861 долар для чоловіків та 62 697 доларів для жінок. За межею бідності перебувало 10,3 % осіб, у тому числі 12,4 % дітей у віці до 18 років та 25,3 % осіб у віці 65 років та старших.
Цивільне працевлаштоване населення становило 783 особи. Основні галузі зайнятості: освіта, охорона здоров'я та соціальна допомога — 22,3 %, публічна адміністрація — 15,5 %, мистецтво, розваги та відпочинок — 14,7 %.